# فريدون مشيري
فريدون مشيري (1926 - 2000 م) هو شاعر إيراني.
ولد 22 سبتمبر 1926 في شارع عين الدولة بطهران ودرس بجامعتها، وفي شبابه قرأ آثار حافظ وسعدي والفردوسي والنظامي وغيرهم. من دواوينه: «عطش العاصفة» (1955)، «الغيم والزقاق» (1966)، «جوهرة الحب» (1986)، «الجميل الأبدي» (1998) و«إلى صبح إلهي مضيء» (2000).

## دفاتر الشعر
- 1955 عطشان للعاصفة
- 1956 خطيئة البحر
- 1958 غير مکشوف

## موت
عانى مشيري من المرض لسنوات عديدة وتوفي في صباح يوم الثلاثاء 24 اکتوبر 2000 عن عمر يناهز 74 عامًا في طهران. قبره في بهشت الزهراء قطعة 88 (قطعة فنانين) صف 164 رقم 10.

## وصلات خارجية
- موقع فريدون مشيري
- لقاء مع فريدون مشيري